# آرنولد آقابابوف
آرنولد روبنی آقابابوف (ارمنی: Առնոլդ Ռուբենի Աղաբաբով؛  زادهٔ ۷ سپتامبر ۱۹۲۹ - درگذشته ۲۹ مارس ۱۹۹۹) یک کارگردان، فیلم‌نامه‌نویس و کارگردان فیلم اهل ارمنستان بود. وی بین سال‌های ۱۹۶۷ تا ۱۹۹۲ میلادی فعالیت می‌کرد.

## زندگی‌نامه
در ۷ سپتامبر ۱۹۲۹ در باکو به دنیا آمد . وی همچنین برنده چهره هنری شایسته ارمنستان شوروی شده است. وی در ۲۹ مارس ۱۹۹۹ در سن ۶۹ سالگی در ایروان درگذشت.

## گزیده فیلمشناسی
از فیلم‌ها یا برنامه‌های تلویزیونی که وی در آن نقش داشته است می‌توان به آرئویک (فیلم) اشاره کرد.